# Conciliazione monocratica
La conciliazione monocratica è un istituto previsto dalla legge italiana, che consiste nella possibilità di transigere in sede amministrativa su questioni di in materia di retribuzione nonché di contributi figurativi previdenziali inerenti al rapporto di lavoro. La competenza per l'esperimento è dell'ispettore del lavoro.

## Disciplina normativa
La conciliazione in tema di lavoro era genericamente disciplinato dalla legge 15 luglio 1966, n. 604 e dalla legge 11 agosto 1973, n. 533. L'istituto è stato poi specificamente disciplinato dall'art. 11 del d.lgs 23 aprile 2004, n. 124 emanato sulla base dell'art. 8 della legge 23 ottobre 2004, n. 30 attuativo della delega al governo alla disciplina dei servizi ispettivi del lavoro.

## Caratteristiche
Tramite questo istituto - che mette a disposizione del lavoratore uno strumento di risoluzione delle controversie alternativo al processo del lavoro - è possibile sporgere denuncia - tecnicamente denominata richiesta d'intervento - ad un ispettore del lavoro di turno o all'ufficio competente presso una sede dell'ispettorato territoriale del lavoro in seguito alla quale generalmente segue una ispezione da parte degli ispettori presso il luogo di lavoro interessato.
La richiesta viene verificata dall'ufficio, e se vi appaiono elementi per una possibile conciliazione delle parti, viene avviato il procedimento, con la convocazione delle parti entro un termine prefissato, e che in caso di raggiungimento dell'accordo annulla la procedura ispettiva.

## Ambito di applicazione
Essa può riguardare non solo problematiche di carattere previdenziale, come in precedenza, ma anche qualsiasi questione relativa alla retribuzione. L'Ufficio non ha l'obbligo di effettuare la conciliazione monocratica, ma ne deve valutare l'opportunità. Infatti, non è possibile porre in essere la conciliazione monocratica qualora si ravvisino gli estremi di un reato o si tratti di diritti non disponibili (ad es. sull'indennità di maternità, qualora si tratti di lavoro di minori o extracomunitari non in regola, ecc.).
Se il datore di lavoro e il lavoratore si accordano, a norma dell'art. 11, comma 4, del D. Lgs. n. 124/2004, "i versamenti dei contributi previdenziali e assicurativi ... [sono] riferiti alle somme concordate in sede conciliativa...". Inoltre, se una delle parti non si presenta, o in fase di incontro - anche più riunioni - non si perviene ad un accordo, così come prevede il comma 5 del predetto articolo "...la Direzione provinciale del lavoro dà seguito agli accertamenti ispettivi.".
L'accertamento ispettivo non ha limiti, e pertanto non avrà luogo solo sulle questioni sollevate dal lavoratore, bensì su tutta l'attività del datore di lavoro, con l'ovvio limite della prescrizione quinquennale ex art. 15 della legge 24 novembre 1981 n. 689.
In caso di mancato accordo, se in sede di ispezione si riscontra la fondatezza della denuncia del lavoratore, per la parte economica può essere emessa una diffida accertativa con cui si obbliga il datore di lavoro a pagare comunque il dovuto.